# Кримінальний кодекс Азербайджану
Кримінальний кодекс Азербайджанської республіки (азерб. Azərbaycan Respublikasının Cinayət Məcəlləsinin) – систематизований збірник кримінальних законів Азербайджану. Прийнятий 30 грудня 1999 р., чинний з 01 вересня 2000 р.
Дослідники відзначають значну схожість положень КК  Азербайджанської республіки  з багатьма приписами Модельного Кримінального кодексу для країн СНД   та КК РФ 1996 р.
Структурно поділяється на Загальну (розділи I – VI, що включають глави 1 – 15, ст. ст. 1 – 99) та Особливу (розділи VII – XII, що включають глави 16 – 35, ст. ст. 100 – 353) частини.
Законом Азербайджанської Республіки від 7 березня 2012 року №314-IVQD до КК Азербайджану було включено главу 15-2, якою введено інститут квазікримінальної відповідальності юридичних осіб.